# Kreatinin
Kreatinin je organski spoj, koji u ljudskom tijelu nastaje razgradnjom kreatin-fosfata u mišićima, te se iz tijela izlučuje bubrezima. Kreatinin nastaje spontano (nema djelovanja enzima) iz kreatin-fosfata. Kemijska formula kreatinina je C4H7N3O.
Količina nastalog kreatinina u jednom danu razmjerna je mišićnoj masi i različita je od čovjeka do čovjeka. Kreatinin nastaje kontinuirano, te je njegova koncentracija u krvi uglavnom stalna i lako se utvrdi. Kreatinin se u bubrezima slobodno filtira, mali dio se aktivno izlučuje, dok je tubularna reapsorpcija vrlo mala. Na temelju ovih činjenica, izračunavanje klirensa kreatinina postalo je odlična mjera glomerularne filtracije bubrega (GF). Vrijednost GF je vrlo dobar pokazatelj funkcije bubrega.